# الاتزان ونزول الرتبة
في علم اللغة، يعد الإتزان ونزول الرتبة مصطلحات تستخدم لوصف شكل الأفعال المستخدمة في أنواع مختلفة من العبارات الثانوية وأحيانًا في التركيبات المعطوفة.
- يقال أن صيغة الفعل تكون متزنة إذا كانت مطابقة للأشكال المستخدمة في عبارات تعريفية مستقلة.
- ويقال أنه يتم إنزال رتبة صيغة الفعل الثانوي إذا لم يكن من الممكن استخدامه في عبارات تعريفية مستقلة

## أشكال الفعل المنزل الرتبة
أشكال الفعل التي توجد في عبارات ثانوية للغات المختلفة، والتي لا يمكن أن توجد في عبارات مستقلة، لها أنواع مختلفة، ولكن هناك بالفعل بعض الأنماط النموذجية التي تميز هذه الأشكال عن أشكال الأفعال التي تاتى في العبارات الرئيسية في نفس اللغة.
1. هناك أشكال للفعل تتوافق مع نفس نوع الفاعل ووالزمن مثل أشكال الفعل المستخدمة في عبارات خبرية مستقلة، ولكنها تختلف في الحالة الفعلية. تتضمن الأمثلة النموذجية أشكالًا مثل الجمل الشرطية والجمل غير الواقعية. في لغات الإسكيمو - أليوت، هناك «أنماط تابعة» خاصة تستخدم فقط في العبارات الثانوية.
2. هناك أشكال أفعال لها نفس الاختلاف في الفاعل والزمن والمنظور الموجودة في أفعال الجملة الرئيسية، ولكنها تشير إلى أنها تستخدم أشكالًا خاصة متميزة عن تلك الخاصة بأفعال الجملة الرئيسية.[1]
3. توجد أشكال أفعال لا تحتوي على اختلافات الفاعل والزمن والمنظور الموجودة في أفعال الجملة الرئيسية، مثل افعال اسم الفاعل والتثريق الثالث. تُستخدم هذه الأنواع في بعض الجمل الثانوية ب في اللغة الإنجليزية مثل «لأني مشغولًُ جدًا، لم أستطع العودة إلى المنزل».
4. هناك أشكال للأفعال تضيف المزيد من المورفيمات التي لا توجد أبدا في أفعال الجملة الرئيسية. غالبًا ما تكون هذه بدل أو لاحقات الحالة.

## التسلسل الهرمي لنزول المرتبة
تقوم اللغات التي تستخدم نزول المرتبة لأشكال أفعال الجمل التابعة لها بفعل ذلك وفقًا لنمط محدد.
وهناك عدد قليل نسبيا من اللغات التي تستخدم إنزال رتبة في جميع العبارات الثانوية (تم العثور على أمثلة في اللغات التونغسكية والسالشانية)، ولكن معظم اللغات التي لها تصريفات للفعل تستخدم انزال الرتبة على الأقل مع بعض العبارات الثانوية. يمكن العثور علي الاستثناءات فقط بين بعض اللغات التي بها جمود في رؤوس العبارات مثل لغات عينو ولاكوتا. اللغات ذات انزال المرتبة البطيء (تكتب من جهة اليمين) في التسلسل الهرمي هي غالبا تلك التي لديها أنظمة حالة اسمية واسعة النطاق.
هذا لأنه في وجودها يتم التعبير عن المعلومات بوضع علامة نوع الفاعل في الفعل، هي موجودة أصلا في الاسم. إذا تم وضع العلامة التي تعبر عن علاقات العبارات الاسمية الأساسية فقط على الفعل، فمن غير المجدي التعبير عنها العبارة الرئيسية،
توزيع الإتزان ونزول الرتبة في اللغات التي لا تنتمي إلى أحد النوعين الرئيسيين اللذين تمت مناقشتهما بإيجاز في الصفحة السابقة، يتبع تسلسلًا هرميًا محددًا اخر. إذا تم استخدام التوازن في أي وقت، فسيتم استخدامه لجميع النقاط الموجودة تحته في القائمة التالية («إلى اليمين» في الصياغة التقليدية للتسلسل الهرمي لإنزال المرتبة) يتم إمالة العبارات ذات الصلة لكل مثال.
1. الوسائط والمراحل (على سبيل المثال «أبدأ في الجري»)
2. شروط الغرض (مثل «ذهبت إلى كشك الهاتف من أجل الاتصال بصديقي»)
3. الرغبات (على سبيل المثال «أريد أن أكتب رسالة») والمتلاعبين (على سبيل المثال «لقد جعلت جون يقاتل»)
4. الإدراك (مثل «أرى الحافلة تمر»)
5. «قبل» و«متى» و«بعد»، بالإضافة إلى النسبية الاسمية أو المطلقة.
6. السبب (مثل «لا يمكنني تركه وحده، لأنه جن جنونه») وحالة الواقع (على سبيل المثال واضاف «إذا الرأسمالية لم يسبب الكساد العظيم، وكانت الحكومة مسؤولة»)، بالإضافة إلى النصب أو ergative relativisation.
7. المعرفة (على سبيل المثال «أعلم أن الطقس سيكون حارًا جدًا») والموقف الافتراضى (على سبيل المثال «أعتقد أننا يجب أن نبقى في المنزل اليوم»)، بالإضافة إلى النسبية المائلة وغير المباشرة.
8. الكلام (مثل «قال أنه متعب»).

### تفسيرات للتسلسل الهرمي
السبب الأكثر قبولا للتسلسل الهرمي الموضح في الجزء السابق هو أن أنواع العلاقات في قمة التسلسل الهرمي لإنزال الرتبة أكثر قابلية للاندماج من حيث المعنى من تلك الموجودة في الأسفل. يعني الاندماج من حيث المعنى أن الأحداث في العبارات الرئيسية والفرعية تترابط سويا في المعنى، وهو ما ينطبق على الهدف، استثيال العبارة، «قبل»، «حيث» و«بعد» العبارت، ولكن لا يشمل هذا تلم التي توجد في ناحية اليمين من التسلسل الهرمى. يؤدي هذا الاندماج إلى استخدام أشكال الفعل التي لا تحمل علامات تحدد الزمن والفاعل أو المنظور، لأنها أبسط بكثير من أشكال الفعل التي تحمل عليها هذه العلامات.
العلاقات المؤقتة وتدل على أن الحدث التابع يقع ضمن مرجع زمني معين بالنسبة إلى الحدث الرئيسي نسبة إلى أشكال الفعل التي لا يتم تمييزها للتوتر أو الجانب لنفس السبب. هذا هو السبب في أن العلاقات الزمنية مثل «قبل» و«متى» و«بعد» تأتي فوق العلاقات التي ليس لها آثار زمنية من هذا النوع مثل الشروط.
العامل الآخر الذي يؤثر على استخدام إنزال المرتبة هو عدم إدراك الحدث التابع، والذي غالبًا ما يؤدي في عبارات الغرض والعبثية والتلاعب إلى استخدام الحالات المزاجية التي لا يمكن استخدامها في البنود المستقلة.